# Mathias Gidsel
Mathias Gidsel   (Skjern, Dinamarca, 8 de febrer de 1999) és un jugador d'handbol danès que actualment juga al Füchse Berlin d'Alemanya i a la selecció masculina de Dinamarca. Juga en la posició de lateral dret.
A nivell de clubs ha guanyat amb el GOG Gudme 1 copa danesa d'handbol el 2019 i la lliga danesa el 2022. Tot i que Gidsel no va poder acabar la temporada, degut a una greu lesió de trencament del lligament creuat en l'últim partit del Campionat d'Europa de 2022, que el va fer apartar de la competició durant 6 mesos. Tot i lesió, va tornar als terrenys de joc, guanyant la medalla d'or al Campionat del Món de 2023, sent el màxim golejador del torneig i guanyant el premi al jugador més valuós.
Amb la seva selecció, va ser plata en els Jocs Olímpics de Tòquio de 2020, or en el Campionat del Món d'Egipte de 2021 i en el Campionat del Món de Polònia i Suècia de 2023 i bronze en el Campionat d'Europa de 2022.

## Clubs
| Club          | País      | Any               |
| ------------- | --------- | ----------------- |
| GOG Gudme     | Dinamarca | 2017 - 2022       |
| Füchse Berlin | Alemanya  | 2022 - actualitat |

## Palmarès selecció
| Torneig                   | Partits | Atac | Atac        | Atac        | Atac    | Posició |
| ------------------------- | ------- | ---- | ----------- | ----------- | ------- | ------- |
| Torneig                   | Partits | Gols | Llançaments | Efectivitat | Mitjana | Posició |
| Jocs Olímpics Tòquio 2020 | 8       | 46   | -           | -           | 5,75    | 2a      |
| Campionat del Món 2021    | 9       | 39   | 49          | 79,6%       | 4,33    | 1a      |
| Campionat d'Europa 2022   | 8       | 38   | 43          | 88%         | 4,75    | 3a      |
| Campionat del Món 2023    | 9       | 60   | 80          | 75%         | 6,67    | 1a      |

## Palmarès individual
- MVP (Millor jugador) dels Jocs Olímpics de 2020[6]
- Millor lateral dret del Campionat del Món de 2021[7]
- Millor jugador jove mundial del 2021[8]
- Millor lateral dret del Campionat d'Europa de 2022[9]
- MVP (Millor jugador) i màxim golejador del Campionat del Món de 2023[10]